# NGC 1853
NGC 1853 este o galaxie spirală situată în constelația Peștele de Aur. A fost descoperită în 1834 de către John Herschel. Se află la o distanță de 23,88 de megaparseci de Pământ.